# ریگینالدو (بازیکن فوتبال)
ریگینالدو فریررا دا سیلوا (به پرتغالی: Reginaldo Ferreira da Silva) معروف به ریگینالدو (Reginaldo) بازیکن فوتبال در پست مهاجم اهل برزیل است که در شهر Jundiaí و در تاریخ ۳۱ ژوئیهٔ ۱۹۸۳ به دنیا آمده‌است.

## باشگاهی
ریگینالدو در تیم‌های فوتبال فیورنتینا، پارما، سیه‌نا، جف یونایتد ایچیهارا چیبا و واسکو دوگاما سابقهٔ حضور دارد.